# ۲۵ اسفند
۲۵ اسفند سیصد و شصت و یکمین روز سال در گاه‌شماری خورشیدی است. به پایان سال ۴ روز (۵ روز در سال کبیسه) باقی‌است.
(باید توجه کرد که در گذشته ماه‌های گاهشماری ایرانی سی روزه بوده‌اند و پنج روز اضافه هم به پایان سال اضافه می‌شده است، بنابراین ماه سپنتارمز کهن شش روز پیش از اسفند کنونی آغاز می‌شده و برای نمونه بیست و پنجمین روز آن که تاریخ تکمیل شاهنامه است ۱۹ اسفند کنونی می‌شود، بنابراین در تعیین سالگرد رویدادها به این تفاوت توجه کنید تا در خواندن این مقاله به اشتباه ۲۵ اسفند را روز پایان سرایش شاهنامه نپندارید! آن بیست و پنج اسفند با بیست و پنجم اسفند کنونی متفاوت است)

## رویدادها
- ۱۳۵۴ - در پی مصوبهٔ مجلس شورای ملی و مجلس سنا مبدأ گاه‌شماری ایران از هجرت پیامبر به سال تاجگذاری کوروش بزرگ تغییر یافت و از آن پس تا ۱۱ شهریور ۱۳۵۷، گاه‌شماری شاهنشاهی تاریخ رسمی ایران بود.[۱]
- ۱۳۶۶ - بمباران شیمیایی حلبچه به‌دست ارتش عراق[۲]
- ۱۳۸۴ - کشتار مسافران عبوری جاده زابل - زاهدان در منطقه تاسوکی توسط گروهک تروریستی جندالله
- ۱۴۰۱ - زمین‌لرزه ۲۵ اسفند ۱۴۰۱ آذربایجان غربی

## مناسبت‌ها
- روز شهردار در ایران، به مناسبت سالروز درگذشت مهدی باکری[۳]
- روز بزرگداشت پروین اعتصامی.
- پایان سرایش شاهنامه

## زادروزها
- ۱۲۸۵ - رخشندهٔ اعتصامی، مشهور به پروین اِعتِصامی، شاعر
- ۱۲۹۵ - مهرداد پهلبد، وزیر فرهنگ و هنر در دوره پهلوی، شوهرخواهر محمدرضاشاه پهلوی
- ۱۳۰۷ - فرخ لقاح پوررسول، مشهور به فرخ‌لقا هوشمند، بازیگر
- ۱۳۱۵ - سروش خلیلی، بازیگر
- ۱۳۱۶ - هوشنگ گلشیری، داستان‌نویس
- ۱۳۲۳ - سیروس گرجستانی، بازیگر
- ۱۳۲۸ - فاطمه واعظی، مشهور به پریسا، خواننده
- ۱۳۳۴ - حسن باقری، نظامی و روزنامه‌نگار ایرانی بود که در جنگ ایران و عراق به عنوان جانشین فرمانده نیروی زمینی سپاه پاسداران فعالیت می‌کرد. وی از فرماندهان ارشد سپاه در عملیات فتح‌المبین، عملیات رمضان و عملیات بیت‌المقدس بود
- ۱۳۳۶ - محمدحسین لطیفی، کارگردان
- ۱۳۸۰ - یونس اکبرپور، فوتبالیست

## درگذشت‌ها
- ۱۳۷۷ - سیروس طاهباز، نویسنده و مترجم
- ۱۳۷۹ - محمودرضا پهلوی، فرزند رضاشاه
- ۱۳۸۳ - پرویز اتابکی، مترجم، دیپلمات، محقق ادبی و ویرایشگر
- ۱۳۹۰ - مجید میرزاییان، بازیگر